# Xã Aleppo, Quận Allegheny, Pennsylvania
Xã Aleppo (tiếng Anh: Aleppo Township) là một xã thuộc quận Allegheny, tiểu bang Pennsylvania, Hoa Kỳ. Năm 2010, dân số của xã này là 1.916 người.